# Куру-Узень (Великий каньйон Криму)
Куру-Узень, Куру-Озен (крим. Quru Özen) — верхів'я річки Аузун-Узень. Збирається з декількох джерел в широкій лісистій улоговині між горами Куш-Кая V і Кизил-Кая IV. Басейн річки Бельбек. Річка періодично пересихає.

## Галерея

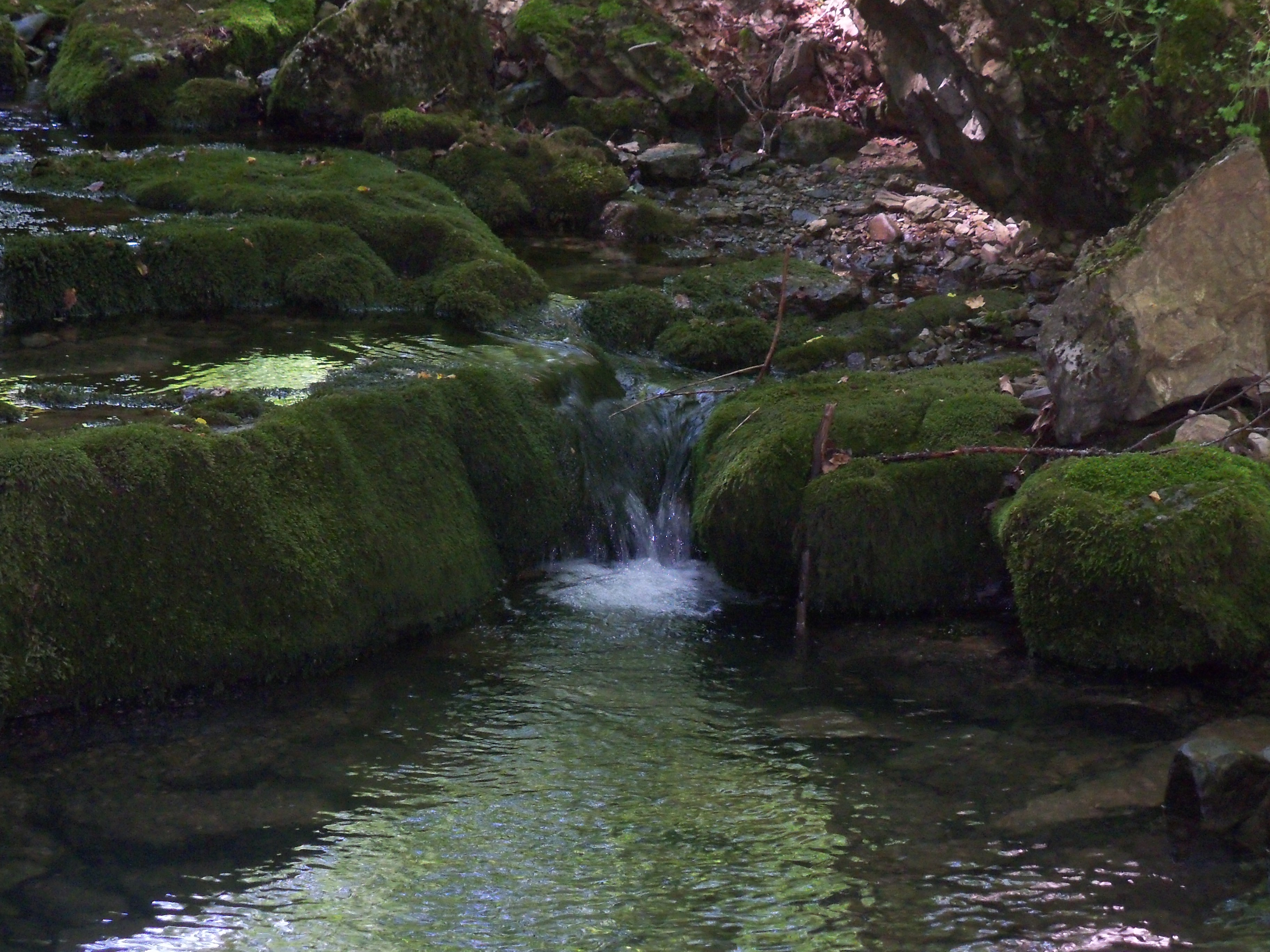
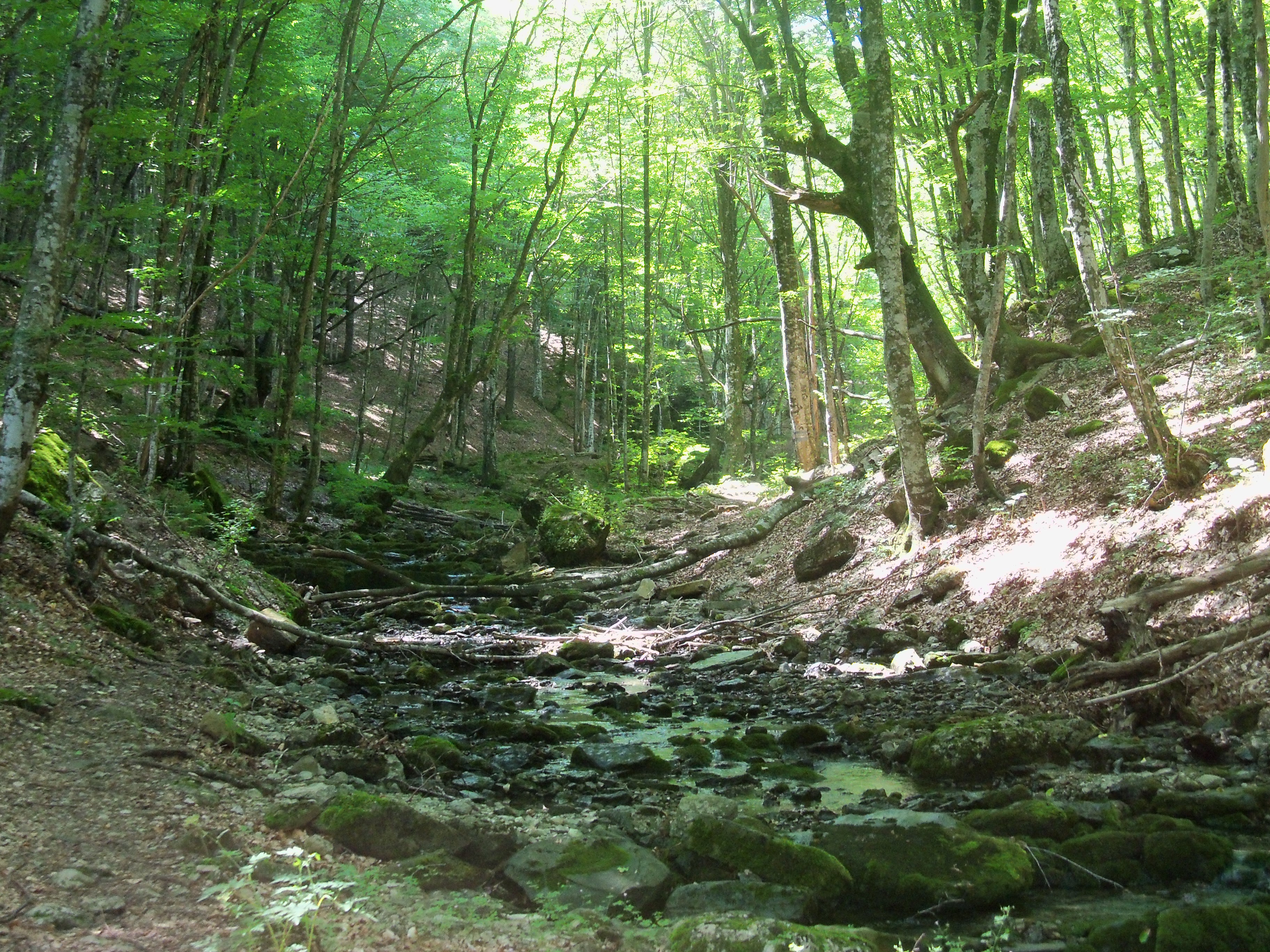
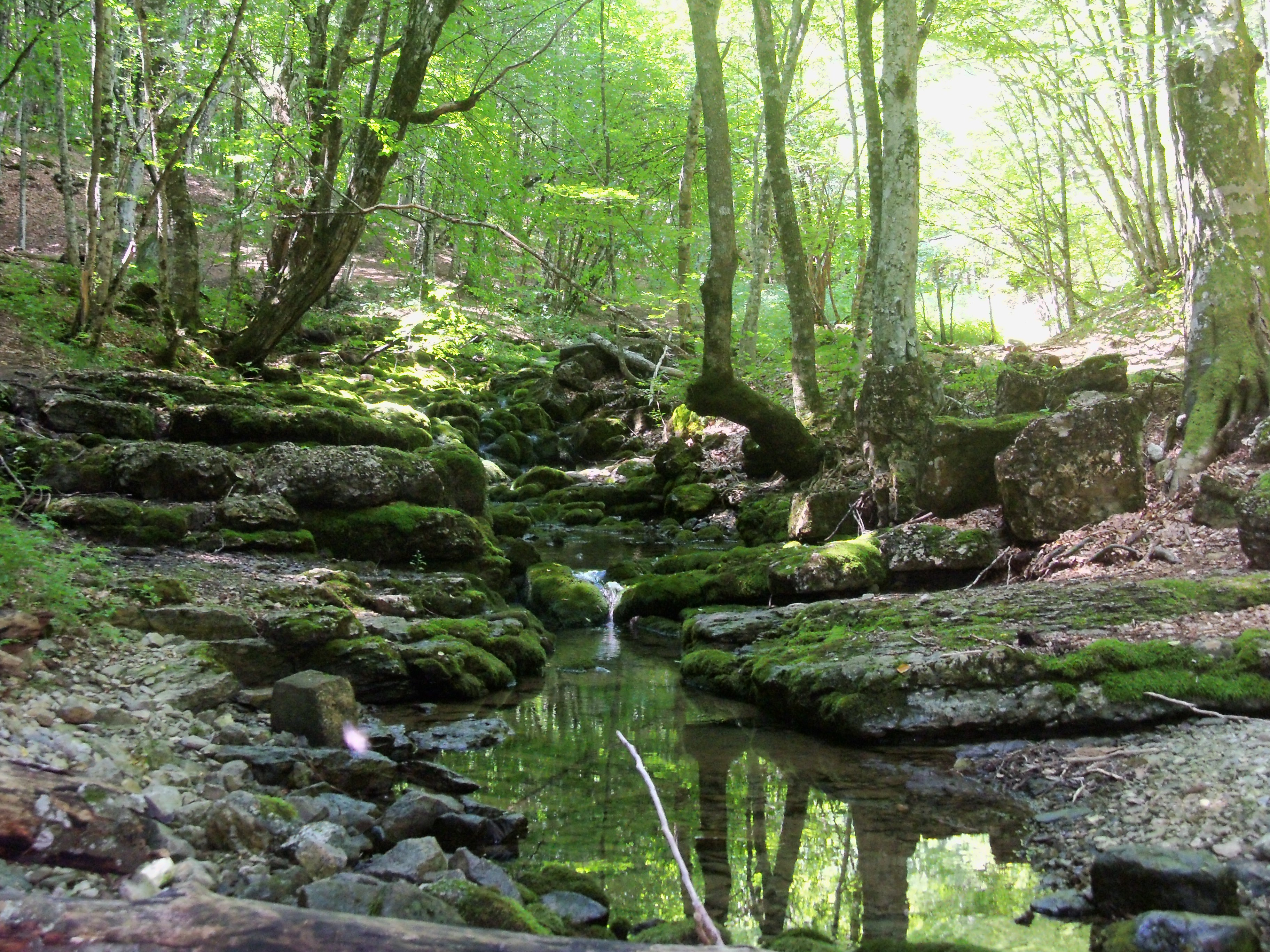